# Michail Afanasjevič Vituška
Michail Afanasjevič Vituška (bělorusky Міха́л Апана́савіч Віту́шка, narozen 5. listopadu 1907 Ňasviž, Minská gubernie, Ruské impérium – zemřel 7. ledna 1945 v bojích se sovětskými bezpečnostními jednotkami v Běloruské SSR nebo 27. dubna 2006 ve městě Mnichov v Německu) byl běloruský politik a velitel organizace Černá kočka.

## Před druhou světovou válkou
Studoval na běloruském gymnáziu ve Vilniusu, poté na Varšavské polytechnice a v roce 1930 přicestoval do ČSR, kde studoval na ČVUT v Praze v letech 1930 – 1934. Podle chybějícího záznamu o závěrečné zkoušce pravděpodobně studium nedokončil.
Ještě před začátkem války v roce 1939 se vrátil do Běloruské SSR, kde podle některých zdrojů působil v řadách sovětské milice. Pracoval také na stavbě silnic a byl také členem běloruských společenských organizací. V zimě 1940 byl zatčen sovětskou NKVD za spojení s běloruskými nacionalistickými organizacemi, ale byl na přímluvu svého švagra, veterána sovětských tajných služeb, propuštěn. 

## V okupovaném Bělorusku
Po napadení SSSR byl Vituška aktivní v řadách Běloruského ochranného sboru v oblasti Polesí, kde bojoval proti zbytkům Rudé armády a sovětským partyzánům. Podle některých zdrojů také operoval v řadách Ukrajinské povstalecké armády. Stal se jedním z organizátorů mobilních jednotek Běloruské pomocné policie působící v týlovém prostoru skupiny armád Střed v okolí města Mogilev, Smolensk a Brjansk. 
Koncem října 1941 spolu s Ostrovským organizuje místní správy ve městě Brjansk. Organizuje také sbírky zimního ošacení a prádla tzv. zimní pomoci (německy Winterhilfe) pro vojáky wehrmachtu. 
Na jaře 1942 se angažoval v organizaci pořádkové policie na okupovaném území. 20. dubna 1942 byl poslán do Smolenska, kde spolu s Ostrovským organizuje místní správu. Stal se členem ústředního výboru Strany nezávislosti Běloruska. Vituška byl také příslušníkem policejního praporu Schuma, který byl nasazen proti sovětským partyzánům. V jejich řadách se účastnil represivních akcí proti civilnímu obyvatelstvu, což běloruské zdroje rozporují.
Po vyhlášení mobilizace v roce 1944 se stal majorem Běloruské regionální obrany. V červnu 1944 během probíhající ofenzívy Rudé armády v rámci operace Bagration se účastnil 2. všeběloruského kongresu. 

## Velitelem Černé kočky
Po osvobození Běloruska Rudou armádou se na německé úřady s žádostí organizovat protisovětský odboj v již sovětském Bělorusku obrátil předseda Běloruské ústřední rady Radoslav Kazimírovič Ostrovskij. Cílem této akce bylo vyškolení běloruských dobrovolníků, kteří budou plnit zvláštní úkoly po přechodu fronty, mj. ve spolupráci s dřívějšími sítěmi nacistických složek (SD, abwehr). Do řad Černé kočky byl přijat jako major Běloruské regionální obrany a podléhal řízení abwehru, oddělení Cizí armády východ, vedené Reinchardem Gehlenem. Pod jeho velením byl zformován tzv. prapor Dallwitz (německy Luftlandebataillon Dallwitz), který byl určen ke zvláštním operacím v týlu Rudé armády a měl sloužit jako základ partyzánských skupin.
Major Vituška byl nasazen do akce v rámci výsadku provedeného v noci ze 17. na 18. října 1944 mezi Vilniusem a městem Ivjaněc ležícím přibližně 70 km západně od města Minsku. Letoun byl zasažen protiletadlovou palbou a byla ihned zahájena protiakce SMĚRŠ, která vedla k likvidaci většiny výsadku. Úkolem výsadku bylo navázání spojení se strukturami polského odboje Zemskou armádou, dále diverzní, zpravodajská a propagandistická činnost. Vituška údajně navázal spojení s oddílem Zemské armády, protože uměl dobře polsky a vydával se za Poláka. Stal se součástí tohoto oddílu pod vedením Czesława Stankiewicze. Dne 6. ledna 1945 došlo ke střetu se sovětskými bezpečnostními silami. Podle zpráv sovětské bezpečnosti byla nalezena mrtvola německého výsadkáře, u kterého byly nalezeny doklady na jméno majora Vitušky. Jeho smrt však později potvrdili i další členové odboje a následné vyšetřování sovětské bezpečnosti. Tuto skutečnost dokládají dokumenty založené na výsledcích bezpečnostní operace a svědectví očitých svědků z řad zatčených členů výsadku po střetnutí. Podle archivů KGB byl Vituška zabit v přestřelce. Proto je za datum jeho smrti považován 7. leden 1945. Této verzi podle běloruských zdrojů ale odporuje fakt, že MGB ho i po tomto datu stále aktivně hledala.
Podle další verze v přestřelce zahynul bývalý voják Rudé armády Nikolaj Vituško, který seskočil ve výsadku 17. listopadu 1944. Pro tuto verzi však nebyly nalezeny žádné listinné důkazy. Ihned po jeho smrti, či údajné smrti, byla vytvořena legenda, že pokračuje v boji proti sovětům, která byla zřejmě vhod oběma stranám. Sovětské tajné služby udržovaly legendu o partyzánech vedených Vituškou při životě, a proto ho zařadily na seznam hledaných válečných zločinců. Jeho jméno pak bylo využíváno ve zpravodajských provokacích proti americkým tajným službám, ale CIC i CIA od výsadků na území sovětského Běloruska začaly později v padesátých letech samy upouštět.
V září 1945 se v Nalibockém pralese (bělorusky Налібоцкая пушча) konalo setkání velitelů Černé kočky, které se měl Vituška účastnit.
V roce 1948 Franz Kušal ve spolupráci s CIC pomáhal organizovat výsadek do Běloruska, kde se diverzantům podařilo navázat spojení s protisovětskými partyzány a podle jejich hlášení včetně samotného Vitušky. Podle běloruských emigrantů vytvořil Vituška rozsáhlou síť podzemních buněk a partyzánských oddílů, které údajně fungovaly až do roku 1955. Tato síť se nazývala Běloruská osvobozenecká fronta (rusky Белорусский освободительный фронт). Odhaduje se, že disponovala celkovým počtem asi 3 500 ozbrojenců a mezi 10 000 až 15 000 podzemních bojovníků. Vituška vedl Běloruskou stranu nezávislosti v podzemí a redigoval časopis "Za svobodu" (bělorusky За волю).  
Vituška se údajně v roce 1950 spolu s přeživšími členy partyzánských jednotek nelegálně dostal přes Polsko (podle jiných zdrojů vedl odboj v Polsku až do 60. let) do Německa, kde žil až do své smrti v roce 2006. Tuto verzi nepřímo podporují zprávy Lidového komisariátu státní bezpečnosti (NKGB) Běloruské SSR, které tvrdily, že ve všech krajských a okresních centrech Běloruské SSR byly vytvořeny podzemní protisovětské skupiny. Veškeré informace o jeho životě a činnosti po jeho údajné smrti pocházejí pouze z běloruských emigrantských zdrojů. Archivní materiály o boji Vitušky však do roku 2024 nebyly nalezeny v žádných archivech v Bělorusku, ale ani v Litvě, Polsku nebo Ukrajině. 
Dne 7. června 1950 vydala Běloruská ústřední rada v emigraci dekret, podle kterého byl Vituška vyznamenán Řádem pronásledování 1. stupně (bělorusky Ордэн Пагоні) a Řádem železného rytíře 3. třídy (bělorusky Ордэн Зялезнага Рыцара). Byl také povýšen do hodnosti generála. 
Podle svědectví Vituškova syna jeho otec zemřel 27. dubna 2006 v sanatoriu v Mnichově. Další důkazy však k roku 2024 neexistují a umístění jeho hrobu je neznámé.